# Золотой глобус (премия, 1989)
46-я церемония вручения наград премии «Золотой глобус»

28 января 1989 года
Лучший фильм (драма): 

«Человек дождя»
Лучший фильм (комедия или мюзикл):

«Деловая девушка»
Лучший драматический сериал:

«Тридцать-с-чем-то»
Лучший сериал (комедия или мюзикл):

«Чудесные годы»
Лучший мини-сериал или фильм на ТВ:

«Война и воспоминание»
< 45-я Церемонии вручения 47-я >
46-я церемония вручения наград премии «Золотой глобус» за заслуги в области кинематографа и телевидения за 1988 год состоялась 28 января 1989 года в Beverly Hilton Hotel (Лос-Анджелес, Калифорния, США). Номинанты были объявлены 4 января 1989.
Обладательницами премии за лучшую женскую роль в драматическом фильме стали сразу три актрисы: Джоди Фостер («Обвиняемые»), Ширли Маклейн («Мадам Сузацка») и Сигурни Уивер, воплотившая образ этолога Дайан Фосси в биографической драме «Гориллы в тумане», причём Сигурни Уивер досталась ещё награда за женскую роль второго плана в фильме «Деловая девушка».

## Список лауреатов и номинантов
• Победители выделены отдельным цветом. 

### Игровое кино
Количество наград/номинаций:
- 4/6: «Деловая девушка»
- 1/5: «Бег на месте»
- 2/4: «Человек дождя»
- 0/4: «Крик в темноте» / «Миссисипи в огне»
- 2/3: «Гориллы в тумане»
- 1/3: «Птица»
- 0/3: «Рыбка по имени Ванда»
- 1/2: «Большой» / «Мадам Сузацка»
- 0/2: «Турист поневоле» / «Невыносимая лёгкость бытия» / «Успеть до полуночи» / «Кто подставил кролика Роджера» / «Выстоять и сделать» / «Дархэмский бык» / «Луна над Парадором» / «Последнее искушение Христа»
- 1/1: «Обвиняемые» / «Такер: Человек и его мечта» / «Бастер» / «Пелле-завоеватель»

| Категории                             | Лауреаты и номинанты                                                                                          | Лауреаты и номинанты                                                   | Лауреаты и номинанты                                                   | Лауреаты и номинанты                                                   |
| ------------------------------------- | --- | ---------------------------------------------------------------------- | ---------------------------------------------------------------------- | ---------------------------------------------------------------------- |
| Лучший фильм (драма)                  | • Человек дождя / Rain Man (Марк Джонсон)                                                                     | • Человек дождя / Rain Man (Марк Джонсон)                              | • Человек дождя / Rain Man (Марк Джонсон)                              | • Человек дождя / Rain Man (Марк Джонсон)                              |
| Лучший фильм (драма)                  | • Турист поневоле / The Accidental Tourist (Майкл Грилло)                                                     |                                                                        |                                                                        |                                                                        |
| Лучший фильм (драма)                  | • Крик в темноте / Evil Angels / A Cry in the Dark (Верити Ламберт)                                           |                                                                        |                                                                        |                                                                        |
| Лучший фильм (драма)                  | • Гориллы в тумане / Gorillas in the Mist: The Story of Dian Fossey (Теренс А. Клегг)                         |                                                                        |                                                                        |                                                                        |
| Лучший фильм (драма)                  | • Миссисипи в огне / Mississippi Burning (Роберт Ф. Коулсберри)                                               |                                                                        |                                                                        |                                                                        |
| Лучший фильм (драма)                  | • Бег на месте / Running on Empty (Гриффин Данн)                                                              |                                                                        |                                                                        |                                                                        |
| Лучший фильм (драма)                  | • Невыносимая лёгкость бытия / The Unbearable Lightness of Being (Саул Зейнц)                                 |                                                                        |                                                                        |                                                                        |
| Лучший фильм (комедия или мюзикл)     | • Деловая девушка / Working Girl (Дуглас Уик)                                                                 | • Деловая девушка / Working Girl (Дуглас Уик)                          | • Деловая девушка / Working Girl (Дуглас Уик)                          | • Деловая девушка / Working Girl (Дуглас Уик)                          |
| Лучший фильм (комедия или мюзикл)     | • Успеть до полуночи / Midnight Run (Мартин Брест)                                                            |                                                                        |                                                                        |                                                                        |
| Лучший фильм (комедия или мюзикл)     | • Большой / Big (Джеймс Л. Брукс)                                                                             |                                                                        |                                                                        |                                                                        |
| Лучший фильм (комедия или мюзикл)     | • Кто подставил кролика Роджера / Who Framed Roger Rabbit (Фрэнк Маршалл)                                     |                                                                        |                                                                        |                                                                        |
| Лучший фильм (комедия или мюзикл)     | • Рыбка по имени Ванда / A Fish Called Wanda (Майкл Шамберг)                                                  |                                                                        |                                                                        |                                                                        |
| Лучший режиссёр                       | | • Клинт Иствуд за фильм «Птица»                                        | • Клинт Иствуд за фильм «Птица»                                        | • Клинт Иствуд за фильм «Птица»                                        |
| Лучший режиссёр                       | • Барри Левинсон — «Человек дождя»                                                                            |                                                                        |                                                                        |                                                                        |
| Лучший режиссёр                       | • Сидни Люмет — «Бег на месте»                                                                                |                                                                        |                                                                        |                                                                        |
| Лучший режиссёр                       | • Майк Николс — «Деловая девушка»                                                                             |                                                                        |                                                                        |                                                                        |
| Лучший режиссёр                       | • Алан Паркер — «Миссисипи в огне»                                                                            |                                                                        |                                                                        |                                                                        |
| Лучший режиссёр                       | • Фред Скеписи — «Крик в темноте»                                                                             |                                                                        |                                                                        |                                                                        |
| Лучший актёр в драматическом фильме   | | • Дастин Хоффман — «Человек дождя» (за роль Рэймонда Бэббита)          | • Дастин Хоффман — «Человек дождя» (за роль Рэймонда Бэббита)          | • Дастин Хоффман — «Человек дождя» (за роль Рэймонда Бэббита)          |
| Лучший актёр в драматическом фильме   | • Джин Хэкмен — «Миссисипи в огне» (за роль Руперта Андерсона)                                                |                                                                        |                                                                        |                                                                        |
| Лучший актёр в драматическом фильме   | • Том Халс — «Доминик и Юджин» (за роль Доминика «Ники» Лучано)                                               |                                                                        |                                                                        |                                                                        |
| Лучший актёр в драматическом фильме   | • Эдвард Джеймс Олмос — «Выстоять и сделать» (за роль Хайме Эскаланте)                                        |                                                                        |                                                                        |                                                                        |
| Лучший актёр в драматическом фильме   | • Форест Уитакер — «Птица» (за роль Чарли «Птицы» Паркера)                                                    |                                                                        |                                                                        |                                                                        |
| Лучшая актриса в драматическом фильме | Джоди Фостер                                                                                                  | • Джоди Фостер — «Обвиняемые» (за роль Сары Тобиас)                    | Ширли Маклейн                                                          | Сигурни Уивер                                                          |
| Лучшая актриса в драматическом фильме | Джоди Фостер                                                                                                  | • Ширли Маклейн — «Мадам Сузацка» (за роль мадам Сузацка)              | Ширли Маклейн                                                          | Сигурни Уивер                                                          |
| Лучшая актриса в драматическом фильме | Джоди Фостер                                                                                                  | • Сигурни Уивер — «Гориллы в тумане» (за роль Дайан Фосси)             | Ширли Маклейн                                                          | Сигурни Уивер                                                          |
| Лучшая актриса в драматическом фильме | Джоди Фостер                                                                                                  | • Кристин Лахти — «Бег на месте» (за роль Энни Поуп)                   | Ширли Маклейн                                                          | Сигурни Уивер                                                          |
| Лучшая актриса в драматическом фильме | Джоди Фостер                                                                                                  | • Мерил Стрип — «Крик в темноте» (за роль Линди Чемберлен)             | Ширли Маклейн                                                          | Сигурни Уивер                                                          |
| Лучший актёр в комедии или мюзикле    | | • Том Хэнкс — «Большой» (за роль Джоша Баскина)                        | • Том Хэнкс — «Большой» (за роль Джоша Баскина)                        | • Том Хэнкс — «Большой» (за роль Джоша Баскина)                        |
| Лучший актёр в комедии или мюзикле    | • Майкл Кейн — «Отпетые мошенники» (за роль Лоуренса Джеймисона)                                              |                                                                        |                                                                        |                                                                        |
| Лучший актёр в комедии или мюзикле    | • Джон Клиз — «Рыбка по имени Ванда» (за роль Арчи Лича)                                                      |                                                                        |                                                                        |                                                                        |
| Лучший актёр в комедии или мюзикле    | • Роберт Де Ниро — «Успеть до полуночи» (за роль Джека Уолша)                                                 |                                                                        |                                                                        |                                                                        |
| Лучший актёр в комедии или мюзикле    | • Боб Хоскинс — «Кто подставил кролика Роджера» (за роль Эдди Валианта)                                       |                                                                        |                                                                        |                                                                        |
| Лучшая актриса в комедии или мюзикле  | | • Мелани Гриффит — «Деловая девушка» (за роль Тесс МакГилл)            | • Мелани Гриффит — «Деловая девушка» (за роль Тесс МакГилл)            | • Мелани Гриффит — «Деловая девушка» (за роль Тесс МакГилл)            |
| Лучшая актриса в комедии или мюзикле  | • Джейми Ли Кёртис — «Рыбка по имени Ванда» (за роль Ванды Гершвиц)                                           |                                                                        |                                                                        |                                                                        |
| Лучшая актриса в комедии или мюзикле  | • Эми Ирвинг — «Перекрёсток Делэнси» (за роль Изабель Гроссман)                                               |                                                                        |                                                                        |                                                                        |
| Лучшая актриса в комедии или мюзикле  | • Мишель Пфайффер — «Замужем за мафией» (за роль Анджелы де Марко)                                            |                                                                        |                                                                        |                                                                        |
| Лучшая актриса в комедии или мюзикле  | • Сьюзан Сарандон — «Дархэмский бык» (за роль Энни Савой)                                                     |                                                                        |                                                                        |                                                                        |
| Лучший актёр второго плана            | | • Мартин Ландау — «Такер: Человек и его мечта» (за роль Эйба)          | • Мартин Ландау — «Такер: Человек и его мечта» (за роль Эйба)          | • Мартин Ландау — «Такер: Человек и его мечта» (за роль Эйба)          |
| Лучший актёр второго плана            | • Алек Гиннесс — «Крошка Доррит» (англ.) (за роль Уильяма Доррита)                                            |                                                                        |                                                                        |                                                                        |
| Лучший актёр второго плана            | • Нил Патрик Харрис — «Сердце Клары» (англ.) (за роль Дэвида Харта)                                           |                                                                        |                                                                        |                                                                        |
| Лучший актёр второго плана            | • Рауль Хулия — «Луна над Парадором» (за роль Роберто Страусманна)                                            |                                                                        |                                                                        |                                                                        |
| Лучший актёр второго плана            | • Лу Даймонд Филлипс — «Выстоять и сделать» (за роль Энджела Гузмана)                                         |                                                                        |                                                                        |                                                                        |
| Лучший актёр второго плана            | • Ривер Феникс — «Бег на месте» (за роль Дэнни Поупа)                                                         |                                                                        |                                                                        |                                                                        |
| Лучшая актриса второго плана          | | • Сигурни Уивер — «Деловая девушка» (за роль Кэтрин Паркер)            | • Сигурни Уивер — «Деловая девушка» (за роль Кэтрин Паркер)            | • Сигурни Уивер — «Деловая девушка» (за роль Кэтрин Паркер)            |
| Лучшая актриса второго плана          | • Сония Брага — «Луна над Парадором» (за роль Мадонны Мендез)                                                 |                                                                        |                                                                        |                                                                        |
| Лучшая актриса второго плана          | • Барбара Херши — «Последнее искушение Христа» (за роль Марии Магдалины)                                      |                                                                        |                                                                        |                                                                        |
| Лучшая актриса второго плана          | • Лена Олин — «Невыносимая лёгкость бытия» (за роль Сабины)                                                   |                                                                        |                                                                        |                                                                        |
| Лучшая актриса второго плана          | • Дайан Венора — «Птица» (за роль Чен Паркер)                                                                 |                                                                        |                                                                        |                                                                        |
| Лучший сценарий                       | • Наоми Фонер — «Бег на месте»                                                                                | • Наоми Фонер — «Бег на месте»                                         | • Наоми Фонер — «Бег на месте»                                         | • Наоми Фонер — «Бег на месте»                                         |
| Лучший сценарий                       | • Рональд Басс — «Человек дождя»                                                                              |                                                                        |                                                                        |                                                                        |
| Лучший сценарий                       | • Роберт Касуэлл — «Крик в темноте»                                                                           |                                                                        |                                                                        |                                                                        |
| Лучший сценарий                       | • Крис Джеролмо — «Миссисипи в огне»                                                                          |                                                                        |                                                                        |                                                                        |
| Лучший сценарий                       | • Кевин Уэйд — «Деловая девушка»                                                                              |                                                                        |                                                                        |                                                                        |
| Лучшая музыка к фильму                | • Морис Жарр — «Гориллы в тумане»                                                                             | • Морис Жарр — «Гориллы в тумане»                                      | • Морис Жарр — «Гориллы в тумане»                                      | • Морис Жарр — «Гориллы в тумане»                                      |
| Лучшая музыка к фильму                | • Питер Гэбриэл — «Последнее искушение Христа»                                                                |                                                                        |                                                                        |                                                                        |
| Лучшая музыка к фильму                | • Джеральд Гуриет — «Мадам Сузацка»                                                                           |                                                                        |                                                                        |                                                                        |
| Лучшая музыка к фильму                | • Дэйв Грузин — «Война на бобовом поле Милагро» (англ.)                                                       |                                                                        |                                                                        |                                                                        |
| Лучшая музыка к фильму                | • Джон Уильямс — «Турист поневоле»                                                                            |                                                                        |                                                                        |                                                                        |
| Лучшая песня                          | • Let the River Run — «Деловая девушка» — музыка и слова: Карли Саймон                                        | • Let the River Run — «Деловая девушка» — музыка и слова: Карли Саймон | • Let the River Run — «Деловая девушка» — музыка и слова: Карли Саймон | • Let the River Run — «Деловая девушка» — музыка и слова: Карли Саймон |
| Лучшая песня                          | • Two Hearts — «Бастер» — музыка: Ламон Дозье, слова: Фил Коллинз                                             |                                                                        |                                                                        |                                                                        |
| Лучшая песня                          | • Kokomo — «Коктейль» — музыка и слова: Майк Лав, Скотт Маккензи, Терри Мелчер, Джон Филлипс                  |                                                                        |                                                                        |                                                                        |
| Лучшая песня                          | • Twins — «Близнецы» — музыка и слова: Лоррин Бейтс, Скип Скарборо                                            |                                                                        |                                                                        |                                                                        |
| Лучшая песня                          | • Why Should I Worry — «Оливер и компания» (м/ф) — музыка и слова: Дан Хартман, Чарли Миднайт                 |                                                                        |                                                                        |                                                                        |
| Лучшая песня                          | • When a Woman Loves a Man — «Дархэмский бык» — музыка и слова: Берни Ханигэн, Гордон Дженкинс, Джонни Мёрсер |                                                                        |                                                                        |                                                                        |
| Лучший фильм на иностранном языке     | • Пелле-завоеватель / Pelle Erobreren (Дания)                                                                 | • Пелле-завоеватель / Pelle Erobreren (Дания)                          | • Пелле-завоеватель / Pelle Erobreren (Дания)                          | • Пелле-завоеватель / Pelle Erobreren (Дания)                          |
| Лучший фильм на иностранном языке     | • Пир Бабетты / Babettes gæstebud (Дания)                                                                     |                                                                        |                                                                        |                                                                        |
| Лучший фильм на иностранном языке     | • Хануссен / Hanussen (Венгрия)                                                                               |                                                                        |                                                                        |                                                                        |
| Лучший фильм на иностранном языке     | • Салям, Бомбей! / Salaam Bombay! / सलाम बॉम्बे! (Индия)                                                          |                                                                        |                                                                        |                                                                        |
| Лучший фильм на иностранном языке     | • Женщины на грани нервного срыва / Mujeres al borde de un ataque de nervios (Испания)                        |                                                                        |                                                                        |                                                                        |

### Телевизионные награды
| Категории                                                               | Лауреаты и номинанты                                                                 | Лауреаты и номинанты                                                       | Лауреаты и номинанты                                                   | Лауреаты и номинанты                                                   |
| ----------------------------------------------------------------------- | ------------------------------------------------------------------------------------ | -------------------------------------------------------------------------- | ---------------------------------------------------------------------- | ---------------------------------------------------------------------- |
| Лучший телевизионный сериал (драма)                                     | • Тридцать-с-чем-то / thirtysomething                                                | • Тридцать-с-чем-то / thirtysomething                                      | • Тридцать-с-чем-то / thirtysomething                                  | • Тридцать-с-чем-то / thirtysomething                                  |
| Лучший телевизионный сериал (драма)                                     | • Красавица и чудовище / Beauty and the Beast                                        |                                                                            |                                                                        |                                                                        |
| Лучший телевизионный сериал (драма)                                     | • Закон Лос-Анджелеса / L.A. Law                                                     |                                                                            |                                                                        |                                                                        |
| Лучший телевизионный сериал (драма)                                     | • Она написала убийство / Murder, She Wrote                                          |                                                                            |                                                                        |                                                                        |
| Лучший телевизионный сериал (драма)                                     | • Умник / Wiseguy                                                                    |                                                                            |                                                                        |                                                                        |
| Лучший телевизионный сериал (комедия или мюзикл)                        | • Чудесные годы / The Wonder Years                                                   | • Чудесные годы / The Wonder Years                                         | • Чудесные годы / The Wonder Years                                     | • Чудесные годы / The Wonder Years                                     |
| Лучший телевизионный сериал (комедия или мюзикл)                        | • Весёлая компания / Cheers                                                          |                                                                            |                                                                        |                                                                        |
| Лучший телевизионный сериал (комедия или мюзикл)                        | • Золотые девочки / The Golden Girls                                                 |                                                                            |                                                                        |                                                                        |
| Лучший телевизионный сериал (комедия или мюзикл)                        | • Мерфи Браун / Murphy Brown                                                         |                                                                            |                                                                        |                                                                        |
| Лучший телевизионный сериал (комедия или мюзикл)                        | • Розанна / Roseanne                                                                 |                                                                            |                                                                        |                                                                        |
| Лучший мини-сериал или телефильм                                        | • Война и воспоминание (1-7 серии) / War and Remembrance (Parts I—VII)               | • Война и воспоминание (1-7 серии) / War and Remembrance (Parts I—VII)     | • Война и воспоминание (1-7 серии) / War and Remembrance (Parts I—VII) | • Война и воспоминание (1-7 серии) / War and Remembrance (Parts I—VII) |
| Лучший мини-сериал или телефильм                                        | • Хемингуэй / Hemingway                                                              |                                                                            |                                                                        |                                                                        |
| Лучший мини-сериал или телефильм                                        | • Джек-потрошитель / Jack the Ripper                                                 |                                                                            |                                                                        |                                                                        |
| Лучший мини-сериал или телефильм                                        | • Убийство Мэри Фэган / The Murder of Mary Phagan                                    |                                                                            |                                                                        |                                                                        |
| Лучший мини-сериал или телефильм                                        | • Десятый человек / The Tenth Man                                                    |                                                                            |                                                                        |                                                                        |
| Лучший актёр в драматическом телесериале                                |                                                                                      | • Рон Перлман — «Красавица и чудовище» (за роль Винсента)                  | • Рон Перлман — «Красавица и чудовище» (за роль Винсента)              | • Рон Перлман — «Красавица и чудовище» (за роль Винсента)              |
| Лучший актёр в драматическом телесериале                                | • Корбин Бернсен — «Закон Лос-Анджелеса» (за роль Арни Беккера)                      |                                                                            |                                                                        |                                                                        |
| Лучший актёр в драматическом телесериале                                | • Гарри Хэмлин — «Закон Лос-Анджелеса» (за роль Майкла Кьюзака)                      |                                                                            |                                                                        |                                                                        |
| Лучший актёр в драматическом телесериале                                | • Кэрролл О’Коннор — «Полуночная жара» (англ.) (за роль Уильяма О. «Билла» Гиллеспи) |                                                                            |                                                                        |                                                                        |
| Лучший актёр в драматическом телесериале                                | • Кен Уол — «Умник» (за роль Винни Террановы)                                        |                                                                            |                                                                        |                                                                        |
| Лучшая актриса в в драматическом телесериале                            |                                                                                      | • Джилл Айкенберри — «Закон Лос-Анджелеса» (за роль Энн Келси)             | • Джилл Айкенберри — «Закон Лос-Анджелеса» (за роль Энн Келси)         | • Джилл Айкенберри — «Закон Лос-Анджелеса» (за роль Энн Келси)         |
| Лучшая актриса в в драматическом телесериале                            | • Сьюзан Дей — «Закон Лос-Анджелеса» (за роль Грейс Ван Оуэн)                        |                                                                            |                                                                        |                                                                        |
| Лучшая актриса в в драматическом телесериале                            | • Шэрон Глесс — «Кегни и Лейси» (за роль Кристины Кегни)                             |                                                                            |                                                                        |                                                                        |
| Лучшая актриса в в драматическом телесериале                            | • Линда Хэмилтон — «Красавица и чудовище» (за роль Кэтрин Чандлер)                   |                                                                            |                                                                        |                                                                        |
| Лучшая актриса в в драматическом телесериале                            | • Анджела Лэнсбери — «Она написала убийство» (за роль Джессики Флетчер)              |                                                                            |                                                                        |                                                                        |
| Лучший актёр в телесериале (комедия или мюзикл)                         |                                                                                      | • Майкл Дж. Фокс — «Семейные узы» (за роль Алекса П. Китона)               | Джадд Хирш                                                             | Ричард Маллиган                                                        |
| Лучший актёр в телесериале (комедия или мюзикл)                         | • Джадд Хирш — «Дорогой Джон» (англ.) (за роль Джона Лэйси)                          |                                                                            | Джадд Хирш                                                             | Ричард Маллиган                                                        |
| Лучший актёр в телесериале (комедия или мюзикл)                         | • Ричард Маллиган — «Пустое гнездо» (за роль д-ра Гарри Уэстона)                     |                                                                            | Джадд Хирш                                                             | Ричард Маллиган                                                        |
| Лучший актёр в телесериале (комедия или мюзикл)                         | • Тед Дэнсон — «Весёлая компания» (за роль Сэма Мэлоуна)                             |                                                                            | Джадд Хирш                                                             | Ричард Маллиган                                                        |
| Лучший актёр в телесериале (комедия или мюзикл)                         | • Тони Данца — «Кто здесь босс?» (за роль Тони Мичелли)                              |                                                                            | Джадд Хирш                                                             | Ричард Маллиган                                                        |
| Лучший актёр в телесериале (комедия или мюзикл)                         | • Джон Гудмен — «Розанна» (за роль Дэна Коннера)                                     |                                                                            | Джадд Хирш                                                             | Ричард Маллиган                                                        |
| Лучшая актриса в телесериале (комедия или мюзикл)                       | Кэндис Берген                                                                        | • Кэндис Берген — «Мерфи Браун» (за роль Мерфи Браун)                      | • Кэндис Берген — «Мерфи Браун» (за роль Мерфи Браун)                  | • Кэндис Берген — «Мерфи Браун» (за роль Мерфи Браун)                  |
| Лучшая актриса в телесериале (комедия или мюзикл)                       | Кэндис Берген                                                                        | • Беатрис Артур — «Золотые девочки» (за роль Дороти Зборнак)               |                                                                        |                                                                        |
| Лучшая актриса в телесериале (комедия или мюзикл)                       | Кэндис Берген                                                                        | • Розанна Барр — «Розанна» (за роль Розанны Коннер)                        |                                                                        |                                                                        |
| Лучшая актриса в телесериале (комедия или мюзикл)                       | Кэндис Берген                                                                        | • Трейси Ульман — «Шоу Трейси Ульман» (за роли разных персонажей)          |                                                                        |                                                                        |
| Лучшая актриса в телесериале (комедия или мюзикл)                       | Кэндис Берген                                                                        | • Бетти Уайт — «Золотые девочки» (за роль Розы Найлунд)                    |                                                                        |                                                                        |
| Лучший актёр в мини-сериале или телефильме                              | Майкл Кейн                                                                           | • Майкл Кейн — «Джек-потрошитель» (за роль Фредерика Абберлайна)           | • Майкл Кейн — «Джек-потрошитель» (за роль Фредерика Абберлайна)       | Стейси Кич                                                             |
| Лучший актёр в мини-сериале или телефильме                              | Майкл Кейн                                                                           | • Стейси Кич — «Хемингуэй» (за роль Эрнеста Хемингуэя)                     |                                                                        | Стейси Кич                                                             |
| Лучший актёр в мини-сериале или телефильме                              | Майкл Кейн                                                                           | • Ричард Чемберлен — «Тайна личности Борна» (за роль Джейсона Борна)       |                                                                        | Стейси Кич                                                             |
| Лучший актёр в мини-сериале или телефильме                              | Майкл Кейн                                                                           | • Энтони Хопкинс — «Десятый человек» (за роль Жана Луи Шавеля)             |                                                                        | Стейси Кич                                                             |
| Лучший актёр в мини-сериале или телефильме                              | Майкл Кейн                                                                           | • Джек Леммон — «Убийство Мэри Фэган» (за роль губернатора Джона Слейтона) |                                                                        | Стейси Кич                                                             |
| Лучшая актриса в мини-сериале или телефильме                            |                                                                                      | • Энн Джиллиан — «История Энн Джиллиан» (за роль самой себя)               | • Энн Джиллиан — «История Энн Джиллиан» (за роль самой себя)           | • Энн Джиллиан — «История Энн Джиллиан» (за роль самой себя)           |
| Лучшая актриса в мини-сериале или телефильме                            | • Ванесса Редгрейв — «Человек на все времена» (за роль леди Алисы Мор)               |                                                                            |                                                                        |                                                                        |
| Лучшая актриса в мини-сериале или телефильме                            | • Джейн Сеймур — «Война и воспоминание» (за роль Натали Генри)                       |                                                                            |                                                                        |                                                                        |
| Лучшая актриса в мини-сериале или телефильме                            | • Джейн Сеймур — «Женщина, которую он любил» (за роль Уоллис Симпсон)                |                                                                            |                                                                        |                                                                        |
| Лучшая актриса в мини-сериале или телефильме                            | • Джобет Уильямс — «Малышка М» (за роль Мэрибет Уайтхед)                             |                                                                            |                                                                        |                                                                        |
| Лучший актёр второго плана в телесериале, мини-сериале или телефильме   | Барри Боствик                                                                        | • Барри Боствик — «Война и воспоминание» (за роль «Леди» Астера)           | • Барри Боствик — «Война и воспоминание» (за роль «Леди» Астера)       | Джон Гилгуд                                                            |
| Лучший актёр второго плана в телесериале, мини-сериале или телефильме   | Барри Боствик                                                                        | • Джон Гилгуд — «Война и воспоминание» (за роль Аарона Ястроу)             |                                                                        | Джон Гилгуд                                                            |
| Лучший актёр второго плана в телесериале, мини-сериале или телефильме   | Барри Боствик                                                                        | • Арманд Ассанте — «Джек-потрошитель» (за роль Ричарда Мэнсфилда)          |                                                                        | Джон Гилгуд                                                            |
| Лучший актёр второго плана в телесериале, мини-сериале или телефильме   | Барри Боствик                                                                        | • Кирк Камерон — «Проблемы роста» (за роль Майка Сивера)                   |                                                                        | Джон Гилгуд                                                            |
| Лучший актёр второго плана в телесериале, мини-сериале или телефильме   | Барри Боствик                                                                        | • Ларри Дрейк — «Закон Лос-Анджелеса» (за роль Бенни Стулвича)             |                                                                        | Джон Гилгуд                                                            |
| Лучший актёр второго плана в телесериале, мини-сериале или телефильме   | Барри Боствик                                                                        | • Дерек Джекоби — «Десятый человек»                                        |                                                                        | Джон Гилгуд                                                            |
| Лучший актёр второго плана в телесериале, мини-сериале или телефильме   | Барри Боствик                                                                        | • Эдвард Джеймс Олмос — «Полиция Майами» (за роль л-та Мартина Кастильо)   |                                                                        | Джон Гилгуд                                                            |
| Лучшая актриса второго плана в телесериале, мини-сериале или телефильме |                                                                                      | • Кэтрин Хелмонд — «Кто здесь босс?» (за роль Моны Робинсон)               | • Кэтрин Хелмонд — «Кто здесь босс?» (за роль Моны Робинсон)           | • Кэтрин Хелмонд — «Кто здесь босс?» (за роль Моны Робинсон)           |
| Лучшая актриса второго плана в телесериале, мини-сериале или телефильме | • Джеки Гарри — «227» (за роль Сандры Кларк)                                         |                                                                            |                                                                        |                                                                        |
| Лучшая актриса второго плана в телесериале, мини-сериале или телефильме | • Свуси Кёрц — «Баджа Оклахома» (за роль Дорис Стедман)                              |                                                                            |                                                                        |                                                                        |
| Лучшая актриса второго плана в телесериале, мини-сериале или телефильме | • Реа Перлман — «Весёлая компания» (за роль Карлы Тортелли)                          |                                                                            |                                                                        |                                                                        |
| Лучшая актриса второго плана в телесериале, мини-сериале или телефильме | • Сьюзан Руттан — «Закон Лос-Анджелеса» (за роль Роксанны Мелман)                    |                                                                            |                                                                        |                                                                        |

### Специальные награды
| Награда                                                     | Лауреаты  | Лауреаты                                                                      |
| ----------------------------------------------------------- | --------- | ----------------------------------------------------------------------------- |
| Премия Сесиля Б. Де Милля (Награда за вклад в кинематограф) | Дорис Дэй | • Дорис Дэй                                                                   |
| Мисс Золотой глобус 1989 (Символическая награда)            |           | • Кайл Элеттер (англ.) — (дочь актёра Фрэнка Элеттера и актрисы Ли Меривезер) |